# Santa Maria la Scala
Santa Maria la Scala is een plaats (frazione) in de Italiaanse gemeente Acireale.